# Julien Koch
Julianus Jacobus Maria (Julien) Koch (Antwerpen, 25 april 1842 - aldaar, 17 december 1921) was een Belgisch industrieel en politicus voor de Katholieke Partij.

## Levensloop
Zoon van Jean Koch en Victoria Peeters, trouwde hij met Jeanne Havenith. Hij werd industrieel, directeur van de firma Koch & Reis in Antwerpen.
In 1892 werd hij verkozen tot katholiek volksvertegenwoordiger voor het arrondissement Antwerpen en vervulde dit mandaat tot in 1900. In 1912 werd hij tot senator verkozen voor hetzelfde arrondissement en bleef dit tot twee weken voor zijn dood in 1921. Van 1895 tot 1911 was hij ook gemeenteraadslid van Antwerpen.
Hij was verder ook nog:
- lid van het uitvoerend comité voor de Wereldtentoonstelling in Antwerpen (1885),
- lid van de Inspectiecommissie van de Dienst Emigratie (1890-1921);
- voorzitter van het Beschermcomité voor vrijgelaten gevangenen en verlaten kinderen in het arrondissement Antwerpen (1907-1921),
- voorzitter van de Landsbond van de Kleine Burgerij (1900-1914),
- ondervoorzitter van de Hoge Raad voor de zelfstandigen en de kleine en middelgrote ondernemingen (1909-1920),
- bestuurder van het Hoger Instituut voor Handel, Antwerpen (1912-1921),
- bestuurslid van de Grondwettelijke en Conservatieve Vereeniging van Antwerpen.